# (1690) Mayrhofer
(1690) Mayrhofer – planetoida z pasa głównego asteroid okrążająca Słońce w ciągu 5 lat i 111 dni w średniej odległości 3,04 au. Została odkryta 8 listopada 1948 roku w Observatoire de Nice przez Margueritte Laugier. Nazwa planetoidy pochodzi od Karla Mayrhofera (1903–1982), austriackiego astronoma. Została zaproponowana przez O. Kippesa, który kilka razy identyfikował tą planetoidę. Przed nadaniem nazwy planetoida nosiła oznaczenie tymczasowe (1690) 1948 VB.